# 驚濤佈局
《驚濤佈局》是一部2019年美國新黑色驚悚片，由史蒂芬·奈特自編自導，馬修·麥康納、安·海瑟薇、黛安·蓮恩、傑森·克拉克、吉蒙·韓蘇及傑瑞米·史壯主演。故事描述一名神秘的漁船船長被前妻提議打算謀殺她的現任丈夫。製片商於2017年1月首次對外宣布，主要攝影於同年7月起在模里西斯島上進行。
《驚濤佈局》由定檔2019年1月25日在美國上映。

## 劇情
故事敘述貝克·迪爾是名低調住在一座小島上的漁船船長，他的過去和身份都是謎團。某日，他的前妻凱倫找上了他，並提出了一個謀殺計劃——希望殺死凱倫的新丈夫法蘭克，因為對方長期對自己施虐。貝克似乎與自己和凱倫的兒子派翠克有心靈感應，並決定幫助凱倫和派翠克，但事實最後的真相卻是令人出乎意料...。

## 演員
- 馬修·麥康納飾演貝克·迪爾（Baker Dill）
- 安·海瑟薇飾演凱倫·扎里亞卡斯（Karen Zariakas）
- 黛安·蓮恩飾演康斯坦絲（Constance）
- 傑森·克拉克飾演法蘭克·扎里亞卡斯（Frank Zariakas）
- 吉蒙·韓蘇飾演杜克（Duke）
- 傑瑞米·史壯飾演李德·米勒（Reid Miller）
- 拉斐爾·薩伊格（Rafael Sayegh）飾演派翠克·迪爾（Patrick Dill）

## 製作
2017年1月28日，據報導，演員馬修·麥康納和安·海瑟薇將主演「性黑色」電影《驚濤佈局》，該片將由史蒂芬·奈特根據他撰寫的劇本來執導，而格雷格·夏皮羅（Greg Shapiro）與蓋·希利（Guy Heeley）的IM Global將會為電影出資製作。2017年4月18日，傑森·克拉克加入演出，他將飾演海瑟薇角色的富有丈夫。2017年5月10日，該片的其他演員如鄔瑪·舒曼，她將飾演麥康納角色的戀人，而吉蒙·韓蘇飾演的角色還未明；舒曼後來因檔期調度衝突的緣故而退出。2017年7月，黛安·蓮恩和傑瑞米·史壯確認參演；其中，蓮恩負責取代舒曼的角色。
主要攝影於2017年7月下旬在模里西斯島上開始進行。

## 發行
2018年2月，買下了《驚濤佈局》的美國發行權。該片在美國原定於2018年9月28日，但後來延遲至2018年10月19日，之後又再度定為2019年1月25日。

## 迴響

### 評價
《驚濤佈局》整體獲得負面的評價。匯總媒體爛番茄根據93篇評論，新鮮度僅22%，平均評分4／10。Metacritic得分僅38，代表「普遍不佳的評價」。據CinemaScore調查，觀眾的評價在A+至F間平均落於「D+」，而PostTrak的「糟糕」評價達56%，「極差」評價達34%。

### 票房
在美國和加拿大，《驚濤佈局》與《魔劍少年》同天上映，最初預估《驚濤佈局》在首映週末能從2561間戲院中取得約700萬美元的票房。該片在首日賺了160萬美元，其中包括週四晚間預售的25萬美元，這讓預估值降低為400萬美元。《驚濤佈局》的美國首週票房達480萬美元，位居當週票房排名第八，這同時也是海瑟薇主演的電影中最差的開盤成績。

## 外部連結
- 互联网电影数据库（IMDb）上《驚濤佈局》的资料（英文）